# 阿森松蛇舌草
阿森松蛇舌草（学名：Oldenlandia adscensionis），是南大西洋阿森松岛特有及灭绝的一种植物。

## 分布
这种鲜为人知的植物在阿森松岛的植物学记录开始时就已经很稀少，大多数报告显示它们分布在绿山中至中高海拔区，但其曾经的分布范围可能更广泛地扩展到过周边的干旱低地区域。

## 绝灭
阿森松蛇舌草的绝灭是由于食草动物和外来植物的入侵所致，由于阿森松岛上不存在原生的大型食草动物，所以山羊、绵羊、兔和老鼠的引入对岛上原生植物群造成了毁灭性的影响。随后，众多现时在当地植被总覆盖率占据极高比例的非本土植物的入侵导致了原有生境的剧烈改变和大量的与日益减少的原生及特有种的竞争。最后一次记录到阿森松蛇舌草的地点是在姐妹峰南坡下的一处干涸的沟谷中，海拔约在200-250米间。
虽然在人类定居前英国航海家威廉·丹皮尔曾报道过阿森松岛上树木规模的植物，但后来的报告显示阿森松蛇舌草最后生存的个体大多数是可能仅能维生数十年的小型灌木，故定期性地募集新个体对该物种的生存而言是必要的。虽然可能仍有少量个体残存于无法到达的岩壁上，但继续避开人类的注意似乎变得越发不可能。阿森松蛇舌草仍然生存的最大可能性或许是休眠种子的萌发。作为一种能够在少雨的干旱山坡上生存的物种，尽管种子库中没有持续存在的信息，但阿森松蛇舌草似乎至少适应了短期的休眠。然而探测孤立的幼苗仍是几乎不可能的，而且最初数月内的繁殖体对于绵羊和兔的采食而言极其脆弱。1997年，阿森松蛇舌草被宣告绝灭。尽管岛上的自然保护部门自此以后会定期地在一些适合的区域展开搜索，但并没有发现更多的个体。